# Pink Floyd en concert

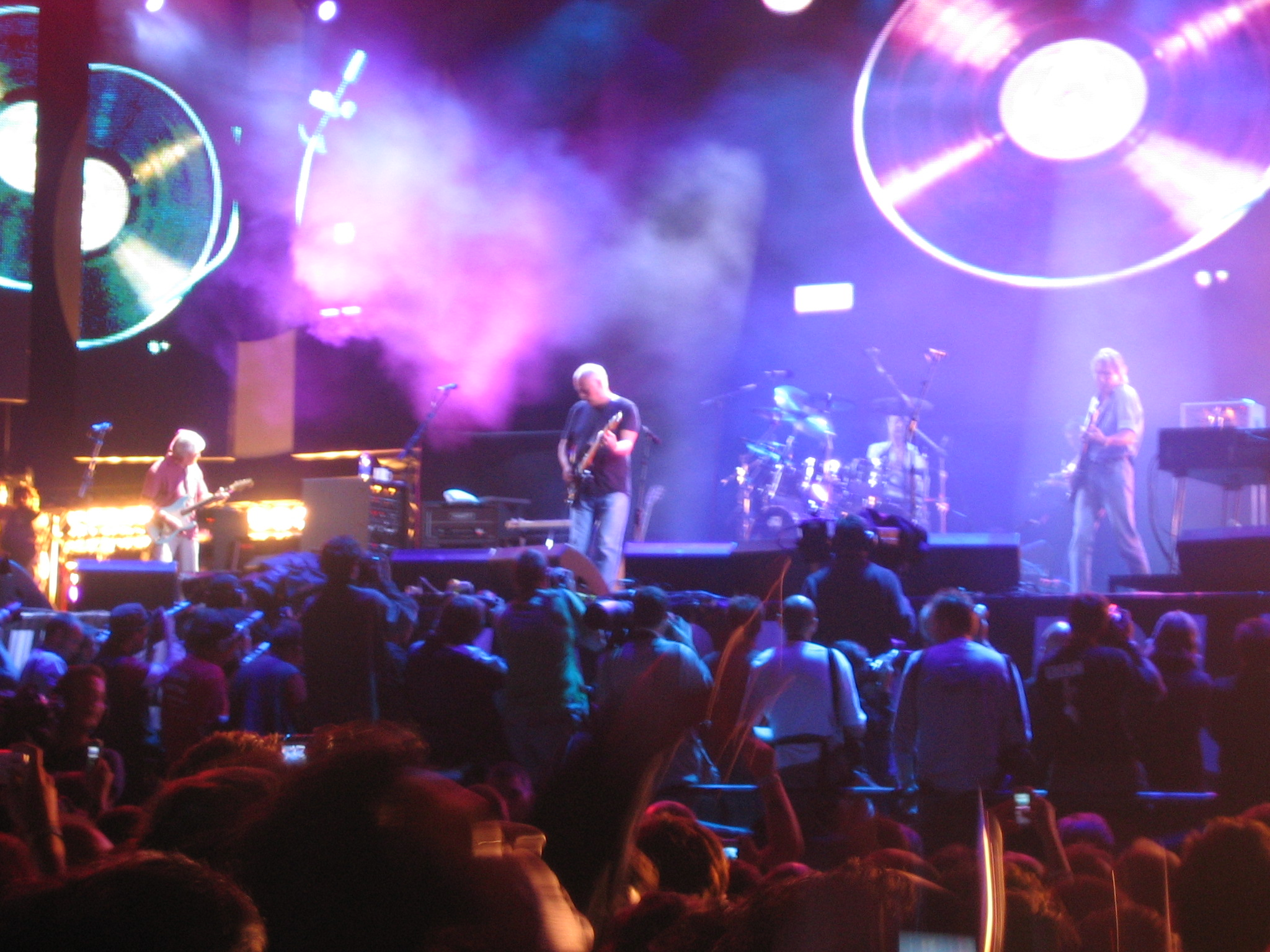
Concert de Pink Floyd au Live 8 de Londres en juillet 2005

Le groupe de rock progressif britannique Pink Floyd est connu pour être l’un des groupes pionniers de concerts et spectacles rock élaborés et originaux, et est renommé pour ses spectacles de scène qui combinent effets visuels grandioses et musique pour créer des concerts qui relèguent presque les musiciens à un rôle secondaire. Avec cette combinaison de musique et d’effets visuels, le groupe a jeté les bases d’un standard pour les groupes des deux côtés de l’Atlantique.

## Historique

### «Période Barrett»
Le 12 mai 1967, Pink Floyd a joué au Queen Elizabeth Hall. À ce spectacle, ils ont utilisé des haut-parleurs contrôlés par une roulette, appelée "Azimuth Coordinator", qui est située sur la scène. Ils peuvent bouger cette roulette depuis la scène, ce qui va faire « promener » le son un peu comme à la fin de la chanson Interstellar Overdrive. Malheureusement, il a été volé à la fin du spectacle.
Peu après la sortie du single Arnold Layne, le groupe psychédélique a été invité au spectacle musical The Look of the Week sur BBC2, le 14 mai. Les chansons qu’ils ont jouées sont Pow R. Toc H. et Astronomy Domine. Ce fut leur première apparition à la télévision britannique. Pink Floyd a également été réinvité sur BBC2 pour l’émission Top of the Pops en juillet 1967, soit trois semaines après la sortie du single See Emily Play. L’état de Syd Barrett se détériorait considérablement, leur compagnie leur ont suggéré d’annuler tous leurs spectacles du mois d’août pour aller en Espagne.
De l’été à l’automne 1967, le comportement de Barrett change. Cependant, la première tournée aux États-Unis, au début de novembre, arrive très vite. Lors d’un spectacle le 4 novembre, Syd n’a pas chanté lors de la chanson Apples and Oranges. Le lendemain, le groupe s’est rendu à une émission "The Pat Boone Show" et Syd était silencieux; il ne répondait à aucune question qu’on lui posait. Il n’a donc pas chanté See Emily Play. Roger Waters a donc été obligé de chanter à sa place. Après le spectacle du 22 décembre, le groupe avait besoin d’un nouveau guitariste.
Jeff Beck ou Davy O'List auraient pu être guitaristes pour Pink Floyd, mais ce fut David Gilmour qui a été choisi pour remplacer Syd à la guitare. Pour l'un de leurs spectacles, Pink Floyd était maintenant composé de cinq personnes mais, à l’université de Southampton, le 26 janvier 1968, le groupe décide d'écarter définitivement Syd Barett.

### Atom Heart Mother
Au début des années 1970, Pink Floyd a présenté plusieurs de ses chansons du film Zabriskie Point de Michelangelo Antonioni. C’était la base musicale de la chanson Us and Them de l’album The Dark Side of the Moon. La version sans paroles et la version de l’album sont identiques, Us and Them est la première chanson jouée avant la sortie de l’album. La chanson Embryo était également jouée par le groupe, mais n'apparaîtra sur aucun album avant 1983 et la compilation Works. Le 7 février 1970, Pink Floyd a commencé à présenter une pièce instrumentale sans nom qui a finalement été une chanson de leur album Atom Heart Mother; ce fut la première fois qu’ils jouaient une chanson encore en composition, ils ont continué à faire ça jusqu’en 1975.
Un célèbre animateur de radio de la BBC de l’émission Peel's Sunday Concert, John Pell, a suggéré le nom The Atom Heart Mother au groupe comme nom pour leur prochain album et a également suggéré The Atomic Heart Mother deux jours plus tard. Comme Pink Floyd avait de la difficulté à trouver un orchestre local et une chorale, le groupe était perçu comme « petit groupe ». Entre août et septembre, Pink Floyd a joué deux concerts, un au Free festival qui fut le dernier spectacle organisé par Warner Brothers et l’autre, la Fête de L’Humanité à Paris
Lorsque la chanson Alan's Psychedelic Breakfast était jouée, la première partie de la chanson, Breakfast, durait environ quatre minutes. La seconde partie durait trois minutes sur la cassette du DJ britannique Jimmy Young, qui était détesté du groupe. La chanson pouvait durer un peu plus que 24 minutes, soit 11 minutes de plus que la version présente sur l’album.
Les chansons jouées lors des spectacles d’Atom Heart Mother sont :
- Astronomy Domine
- Interstellar Overdrive
- Set the Controls for the Heart of the Sun
- A Saucerful of Secrets
- Cymbaline
- Green is the Colour
- Main Theme
- Careful with That Axe, Eugene
- Sysyphus pts. 1-4
- Grantchester Meadows
- Embryo
- The Violent Sequence
- Atom Heart Mother
- Fat Old Sun
- Alan's Psychedelic Breakfast

### Echoes

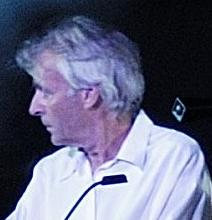
Richard Wright.

En janvier 1971, le groupe travaillait en studio sur une chanson qui était nommée Nothings 1 to 24. Cette chanson a été jouée en spectacle pour la première fois sous le titre de Return of the Son of Nothing. Atom Heart Mother n’était pas encore fini. Finalement, la chanson est sortie sous le titre Echoes sur l’album qui suit Atom Heart Mother, Meddle.
Les chansons jouées vers la fin de la composition de l’album Atom Heart Mother et le début de la chanson Echoes sont :
- Astronomy Domine
- Interstellar Overdrive
- Set the Controls for the Heart of the Sun
- A Saucerful of Secrets
- Cymbaline
- Green is the Colour
- Careful with that Axe, Eugene
- Embryo
- The Violent Sequence
- Atom Heart Mother
- Fat Old Sun
- Echoes
- One of These Days

### The Dark Side of the Moon
Chansons jouées peu après Meddle :

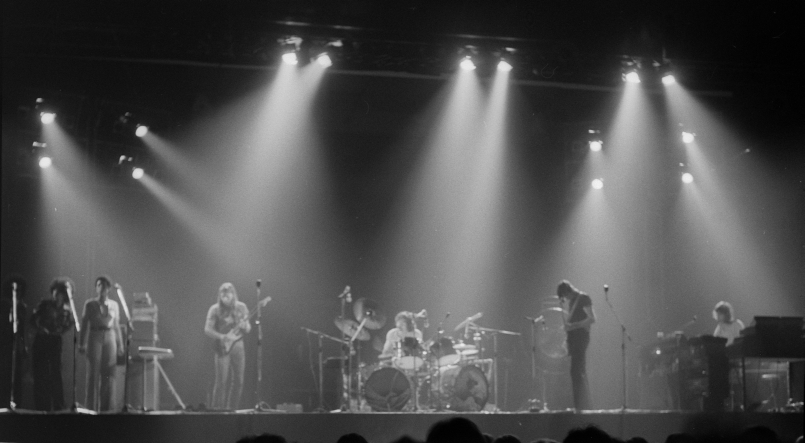
The Dark Side of the Moon, Earls Court, 1973

- Set the Controls for the Heart of the Sun
- A Saucerful of Secrets
- Careful with that Axe, Eugene
- Atom Heart Mother
- Echoes
- One of These Days
- L’album The Dark Side of the Moon en entier

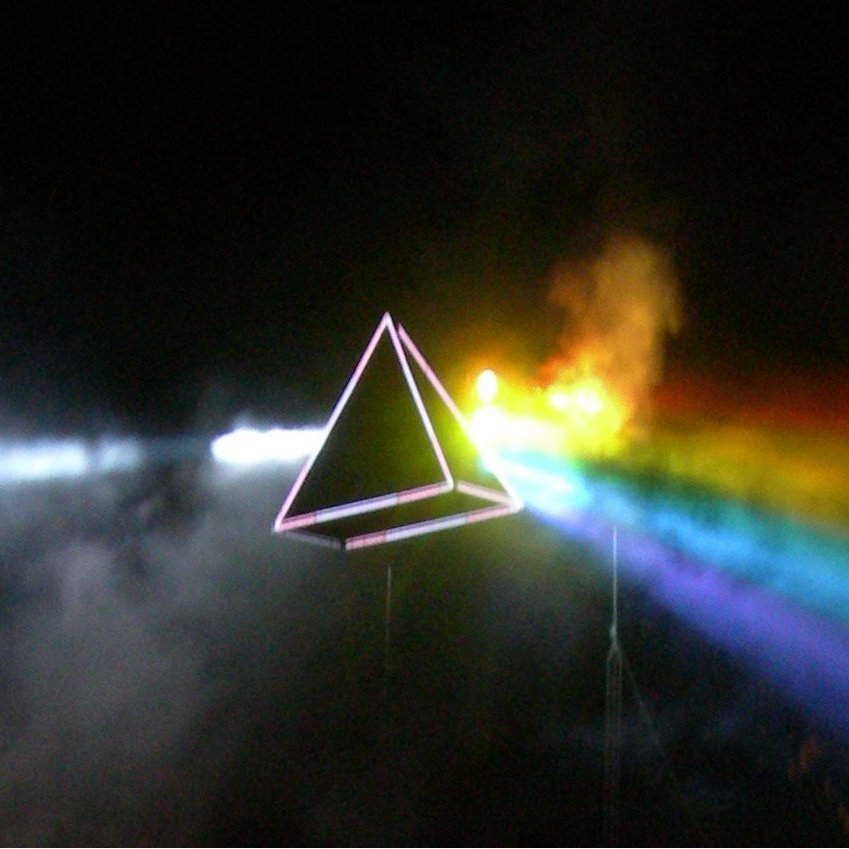
Le prisme de The Dark Side of the Moon en trois dimensions.

Pink Floyd, qui a joué plus de 98 spectacles en 1972, ne jouait pas que quelques chansons de leur prochain album, mais l’album en entier. Au début, le titre de l’album devait être Eclipse, par la suite, ce fut The Dark Side of the Moon - A Piece for Assorted Lunatics. Le nom de leur tournée américaine a changé souvent, entre les mois d'avril et mai. Ce fut Eclipse (A Piece for Assorted Lunatics) avant qu’ils changent pour The Dark Side of the Moon - A Piece for Assorted Lunatics en septembre pour leur deuxième partie.
Pink Floyd a vraiment joué l’album en entier lors d’un spectacle au Guildhall, à Portsmouth, le 21 janvier 1972, soit 14 mois avant la sortie de l’album The Dark Side of the Moon en 1973. Les chansons jouées étaient :
- On the Run, qui était jouée sous le titre de Travel ou bien The Travel Sequence, était en fait une improvisation de guitare et de batterie.
- Time était jouée plus lentement et le premier couplet était chanté par David Gilmour et Richard Wright[4].
- The Great Gig in the Sky, qui se nommait —quand elle était en composition— Religion ou The Mortality Sequence, était jouée avec plusieurs orgues et sans voix. Après plusieurs passages d’orgues, on pouvait entendre un passage de la Bible, chapitre 5, ligne 13[4].
- Money, qui débute avec de la basse, dure plus longtemps que la version enregistrée et le solo de saxophone était joué au piano électrique.
- Us and Them n’avait pas de solo de saxophone, il se trouve seulement sur l’album.

Au début, Eclipse n’était qu’une suite à Brain Damage. Les paroles ainsi que la musique ont été écrites au début de l’enregistrement de l’album. La pièce a finalement trouvé sa place sur l’album en 1972.
En novembre 1972, durant la moitié de leur tournée européenne, Pink Floyd a joué avec le ballet de Roland Petit. Les chansons jouées pendant la chorégraphie sont : One of These Days, Careful with That Axe, Eugene, Obscured by Clouds, When You're In et Echoes.
Les chansons jouées lors des spectacles de 1973 sont :
- Set the Controls for the Heart of the Sun
- Careful with that Axe, Eugene
- Echoes
- One of These Days
- Obscured by Clouds
- When You're In
- Childhood's End
- L’album The Dark Side of the Moon en entier.

En 1973, Pink Floyd a fait quelques petites tournées. Ils ont commencé à mettre un effet d’avion qui s’écrase durant la chanson On the Run. C’était la première fois qu’ils jouaient avec des musiciens additionnels, sauf lors de Atom Heart Mother.

### Knebworth '75
En 1975, Pink Floyd a commencé une petite tournée qui s'est arrêtée deux mois lors de la sortie de l’album Wish You Were Here. Pendant leur dernier spectacle qui s'est déroulé au deuxième festival de Knebworth, Steve Miller Band, Captain Beefheart et Roy Harper (qui a chanté Have a Cigar) étaient également présents. Ce fut la dernière fois que Pink Floyd jouait Echoes et l’album The Dark Side of the Moon en entier (avec Roger Waters).
Les chansons jouées en 1974 et 1975 étaient :
- You Gotta be Crazy (Dogs)
- Raving and Drooling (Sheep)
- Shine On You Crazy Diamond
- Have a Cigar
- L'album The Dark Side of the Moon en entier

En rappel:
- Echoes

### In the Flesh
En 1977, la tournée In the Flesh est la dernière grande tournée mondiale avec Roger Waters. La tournée présentait plusieurs grandes marionnettes, une chute d’eau et, l’une des choses des plus élaborées sur la scène, un parapluie sur écran qui protège le groupe de plusieurs éléments virtuels qui leur sont lancés.
La tournée Animals est la première tournée depuis 1972 durant laquelle Pink Floyd n’utilise pas de femme choriste. Les musiciens d’accompagnement du groupe pour la tournée étaient Dick Parry, qui jouait du saxophone (parfois du piano mais hors-scène) et Snowy White à la guitare (il jouait la basse sur quelques chansons).
Dans la première partie du spectacle, Pink Floyd jouait leur album Animals mais, dans un ordre mélangé : Sheep, Pigs on the Wing (Partie 1), Dogs, Pigs on the Wing (Partie 2) et Pigs (Three Different Ones). Dans la seconde partie du concert, lorsqu’ils jouent l’album Wish You Were Here, les chansons restent dans le bon ordre et les chansons lors du rappel étaient Money, Us and Them, Careful with that Axe, Eugene. Lors du spectacle à Oakland, en Californie, la chanson Careful with that Axe, Eugene a été jouée pour la dernière fois. La dernière nuit de leur tournée, le 6 juillet, était au Stade olympique de Montréal. Lors d’un rappel de More Blues, David Gilmour a été s’asseoir hors-scène car il n’a pas aimé la performance qu’il a donnée, Snowy White l’a donc remplacé pour jouer un solo "bluesy". Au même spectacle, Waters a craché à la figure d’un spectateur saoul car il le dérangeait ; d’où le concept de l’album The Wall, un mur qui le sépare de son public. Durant la chanson Pigs on the Wings (partie 2), Roger Waters arrête la chanson car le public n’écoutait pas assez à son goût.
« Arrêtez de crier et de faire tout ce bruit, j’essaie de chanter une chanson ! Je me fous si vous ne voulez pas l’écouter, je suis sûr qu’il y a plein de gens qui veulent l’écouter. Pourquoi ne restez-vous pas tranquilles ? Vous voulez crier ? Sortez et vous pourrez crier sans nous casser les oreilles. J’essaie de chanter une chanson et plusieurs personnes veulent l’écouter ! Je veux l’écouter. »

### The Wall

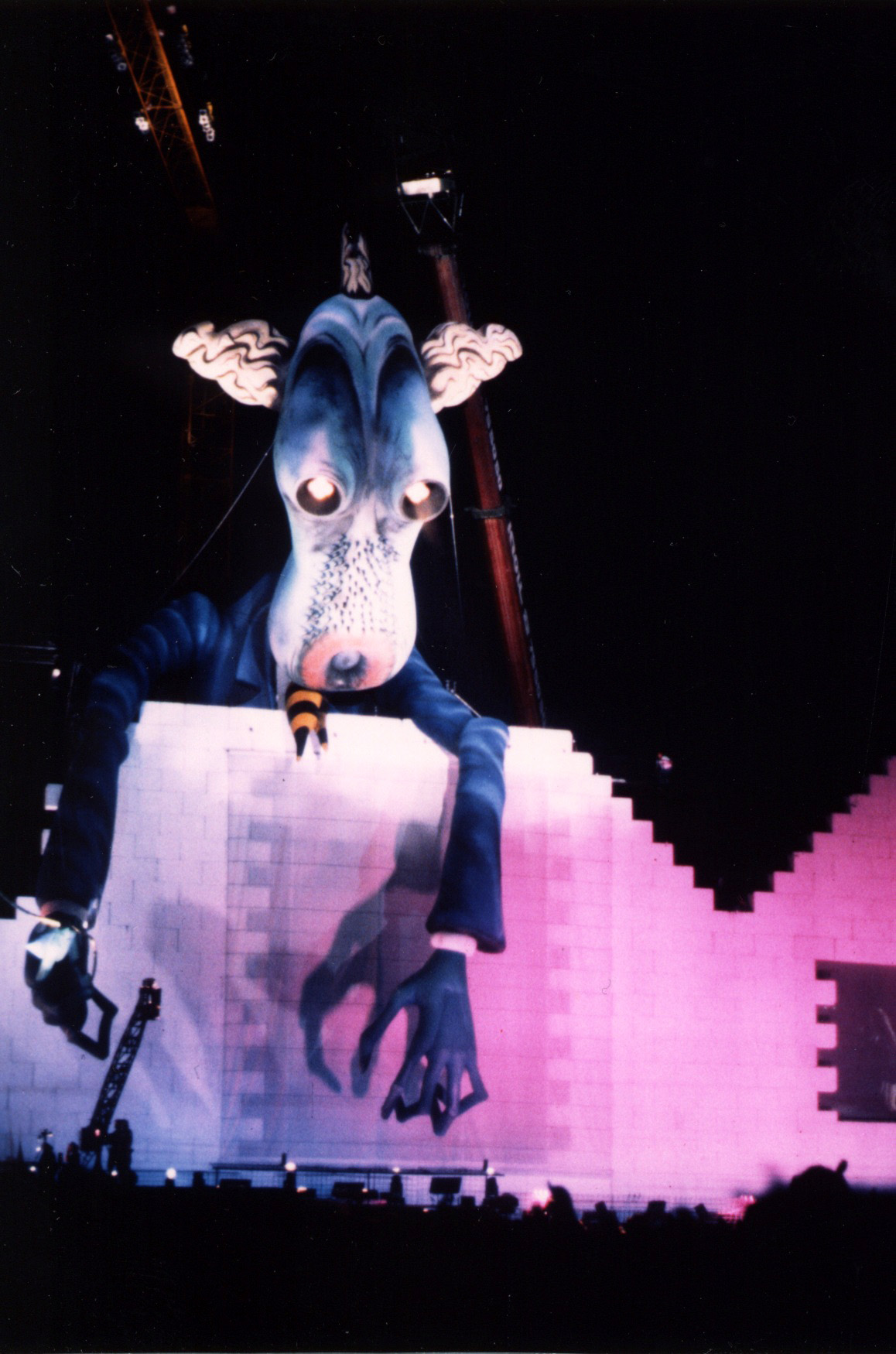
Une des marionnettes apparaissant pendant les concerts. On peut voir aussi une partie du mur.

Entre 1980 et 1981, le groupe a joué une petite série de concerts à Londres, Los Angeles et Dortmund, à la suite de la sortie de l'album The Wall.
Dernière tournée avec Roger Waters, ce fut aussi la plus chargée en effets spéciaux (bien qu'elle sera détrônée plus tard par la tournée de A Momentary Lapse of Reason) et en mise en scène.
En effet le concert était chargé d'effets lumineux de toutes sortes (lasers, projecteurs, etc.) ainsi que de grandes marionnettes, mais l'élément le plus impressionnant du spectacle était le fameux mur.
Car pour rester dans le thème de l'album, dans lequel le personnage (Pink) se construit une sorte de mur le séparant (virtuellement) du monde extérieur, un mur est construit durant toute la première partie du concert, cachant progressivement tous les membres du groupe, puis est finalement détruit pendant The Trial. Par contre, Roger Waters est visible devant le mur à partir de Nobody Home, un bassiste additionnel se chargeant de jouer à sa place la plupart des chansons ; et David Gilmour joue la partie guitare de Is There Anybody Out There? dans une "salle" dans le mur visible au public, ainsi que pour Comfortably Numb qu'il chante et joue au sommet du mur, puis il passe devant celui-ci avec Roger Waters à partir de Run Like Hell.
Du fait de son caractère spectaculaire, la tournée fut extrêmement couteuse, au point que tous les membres du groupe ont perdu de l'argent. Richard Wright fut le seul à en gagner "grâce" à son renvoi pendant les sessions d'enregistrement de l'album.
L'album entier était joué, avec une chanson jouée entre Another Brick in the Wall (partie 3) et Goodbye Cruel World, The Last Few Bricks, qui était un medley de toutes les chansons précédentes, ainsi que What Shall We Do Now?, qui était prévu initialement pour l'album, et qui est la continuation de Empty Spaces. Aucune chanson d'un album précédent ne fut jouée.
Au niveau musical, de nombreux fans considèrent cette tournée comme la pire du groupe, du fait qu'aucune chanson n'est vraiment modifiée. Il est vrai que toutes les chansons sont pratiquement similaires à l'album, sauf :
- The Happiest Days of Our Lives et Another Brick in the Wall (part 2) sont chantées en chœur par Roger Waters et David Gilmour
- Another Brick in the Wall (part 2) est rallongée d'un autre solo de guitare ainsi que d'une partie de claviers
- Comfortably Numb, dont le deuxième solo donne libre improvisation à David Gilmour
- Run Like Hell, dans lequel Roger Waters et David Gilmour chantent alternativement, alors qu'à l'origine seul Waters chante dans la version studio

Aussi, beaucoup d'effets de guitares sont modifiés. Ces modifications sont très critiquées par les fans, qui parlent de mauvais gout de la part de Gilmour.
Un concert de la tournée fut filmé à Earls Court, à Londres, mais à cause des tensions à l'intérieur du groupe et le départ de Roger Waters, la vidéo ne fut jamais commercialisée. Mais la vidéo a été volée, et celle-ci circule sur internet, mais avec une qualité d'image et de son médiocre.
Par contre, un enregistrement d'un concert de la tournée a été commercialisé à partir de 2000, sous le nom de Is There Anybody Out There? The Wall Live 1980-81.
Le même type de concert sera rejoué en 1990 par Roger Waters pour l'anniversaire de la chute du mur de Berlin, à Berlin même, avec un spectacle encore plus impressionnant, le mur et les marionnettes étant agrandies. De nombreux autres artistes joueront durant le concert, tels le groupe Scorpions ou Sinead O'Connor. Le concert attira 200 000 personnes.

### A Momentary Lapse of Reason
La tournée de A Momentary Lapse of Reason a débuté en 1987. Les trois membres de Pink Floyd viennent tout juste de gagner le procès contre Roger Waters. Les effets de lumières et les effets spéciaux étaient meilleurs que la tournée de l’album The Wall. Ils ont fait plus de deux cents concerts devant plus 5,5 millions de spectateurs. Pink Floyd a amassé en 1988 l’équivalent d’U2 et de Michael Jackson ensemble, soit 60 millions de dollars. Ils ont joué dans de très grands stades comme le Madison Square Garden et le Wembley Stadium ainsi qu’au château de Versailles, le 21 et 22 juin 1988. Un de leurs spectacles est disponible sur l’album Delicate Sound of Thunder.

### The Division Bell
Durant la tournée The Division Bell en 1994 organisée par Michael Cohl, Pink Floyd a joué leur album The Dark Side of the Moon, en entier pour la première fois depuis 1975. La tournée offrait encore plus d’effets spéciaux que la tournée précédente. Pink Floyd a joué dans 68 villes devant un public d’environ 45 000 personnes en moyenne. Cette tournée a été annoncée comme l'une des plus grandes de toute l’histoire. L'un de leurs concerts est disponible sur l’album  P*U*L*S*E.

## Effets spéciaux
Outre la musique, l'autre chose importante des concerts du groupe sont les effets spéciaux.

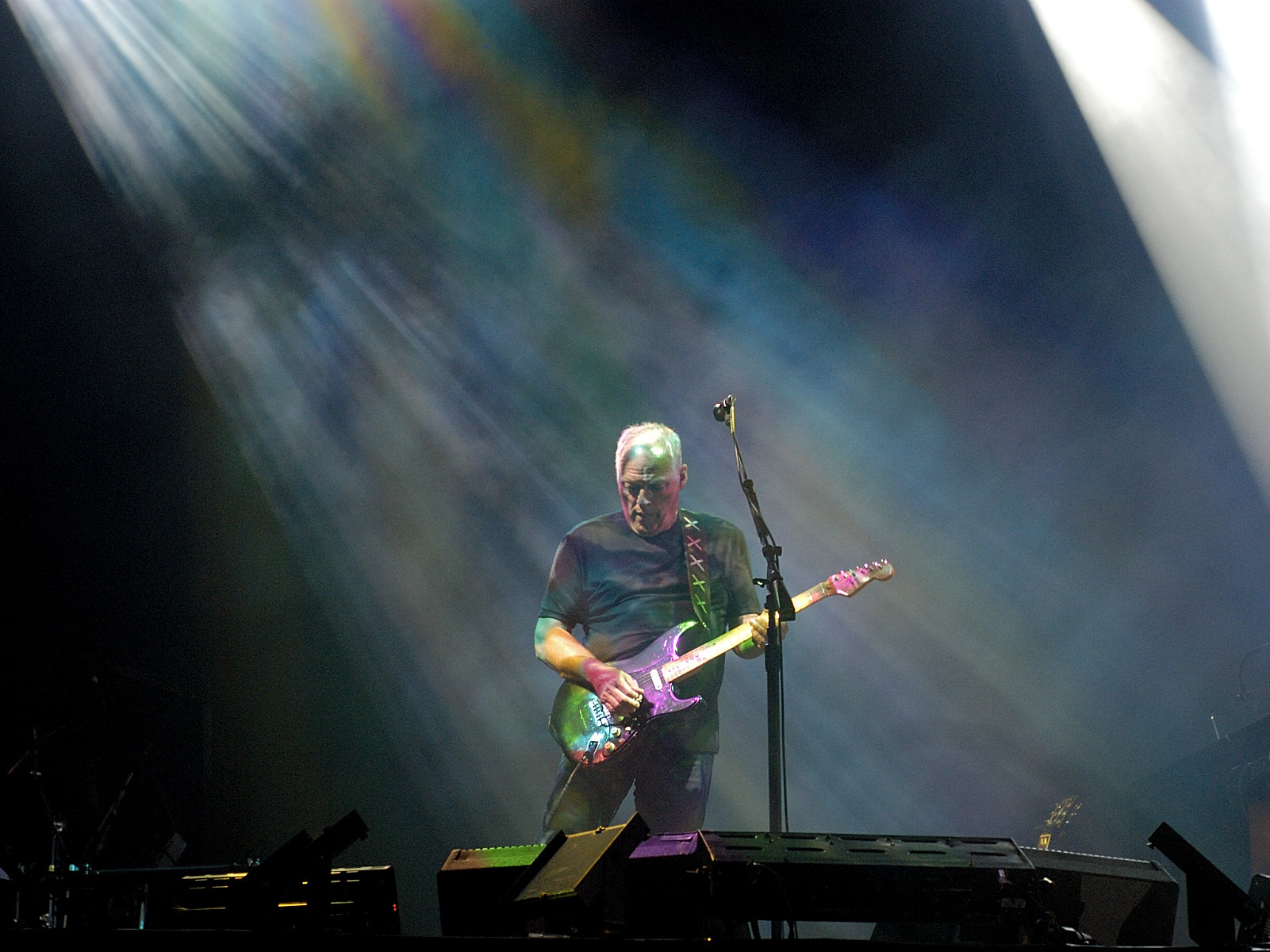
David Gilmour jouant le solo de Comfortably Numb.

### Éclairage
Pink Floyd est l'un des premiers à utiliser une panoplie d’éclairages psychédéliques projetés derrière le groupe lors de leurs concerts. Ils ont développé ces techniques très tôt grâce à une association avec l’artiste Mike Leonard, spécialisé dans les lumières.
Après le départ de Roger Waters en 1984, les spectacles étaient encore plus lumineux. L'éclairagiste du groupe, Marc Brickman (en), a utilisé une centaine de lasers et de lumières automatisés de type Vari-Lite et Caméléon Téléscans Mark4, ce qui était la pointe de la technologie de l’époque. Lors de la tournée The Division Bell en 1994, le groupe a utilisé un procédé super puissant, un laser pouvait coûter plus de 120 000 $US qui n'était utilisé que pour des tests nucléaires et des tests de photographie rapide.
Un grand panneau rond, accroché sur le mur du fond, a été créé durant la tournée de The Dark Side of the Moon et est maintenant souvent utilisé lors des concerts des membres ou ex-membres de Pink Floyd. Ce sont souvent des films ou des animations qui sont projetés sur ce panneau et plusieurs éclairages sont accrochés tout autour de l’écran. Le panneau peut se ranger lorsqu’il n’est pas utile, comme lors de la chanson Comfortably Numb —plus précisément, durant le dernier solo— où l’éclairage est très impressionnant.

### Effets pyrotechniques
Les concerts de Pink Floyd présentent une panoplie d’effets pyrotechniques. Durant la tournée de The Dark Side of the Moon, de The Wall et de Division Bell, une maquette d’avion s’écrase sur la scène. Durant la tournée de A Momentary Lapse of Reason, le même effet est utilisé mais ils ont utilisé un lit.
À partir de 1975, Pink Floyd a commencé à avoir des ballons d’hélium. Ces derniers deviennent plus gros, comme dans la tournée de l’album Animals, où un cochon volait durant le concert. Ces marionnettes géantes ont été conçues par Gerald Scarfe.
Le concert de l’album The Wall était très spécial, car tout au long de la première partie, des techniciens empilaient des briques qui sépareraient les musiciens du public. Dans les briques, un trou montre une chambre d’hôtel où l’on pourra voir Roger Waters. Le public pourra également voir David Gilmour au sommet du mur lors du solo de la chanson Comfortably Numb. Les spectateurs, lors de la deuxième partie du concert, ne voient pas les musiciens, mais assistent à des animations de Gerald Scarfe. À la fin de spectacle, le mur se détruit dans une avalanche de sons et d’effets de lumière.

## Autres musiciens
À cause de la complexité de la musique de Pink Floyd, il faut plusieurs musiciens pour recréer le même son qu’en studio. Pink Floyd a d’abord utilisé une chorale durant la tournée de Atom Heart Mother, le premier musicien additionnel a donc été Dick Parry au saxophone durant la tournée de The Dark Side of the Moon.
- durant la tournée Animals : Snowy White (à la guitare);
- durant la tournée The Wall : Snowy White, Pete Woods (au piano), Willie Wilson (à la batterie) et Andrew Bown (à la basse). Andy Roberts (qui a remplacé Snowy White à la guitare en 1981);
- durant la tournée A Momentary Lapse of Reason et The Division Bell : Jon Carin (avec Richard Wright), Guy Pratt (qui remplace Roger Waters à la basse), Tim Renwick (avec David Gilmour) Garry Wallis (à la batterie avec Nick Mason), Scott Page (Saxophone sur A Momentary Lapse Of Reason) et Dick Parry (Saxophone sur The Division Bell);
- durant le spectacle au Live 8 : Tim Renwick, Jon Carin, Dick Parry et Carol Kenyon.

Les principales choristes apparaissant en spectacle sont : Clare Torry, Sam Brown, Durga McBroom, Rachel Fury, Margaret Taylor, Claudia Fontaine et Carol Kenyon.